# Koralltriangeln

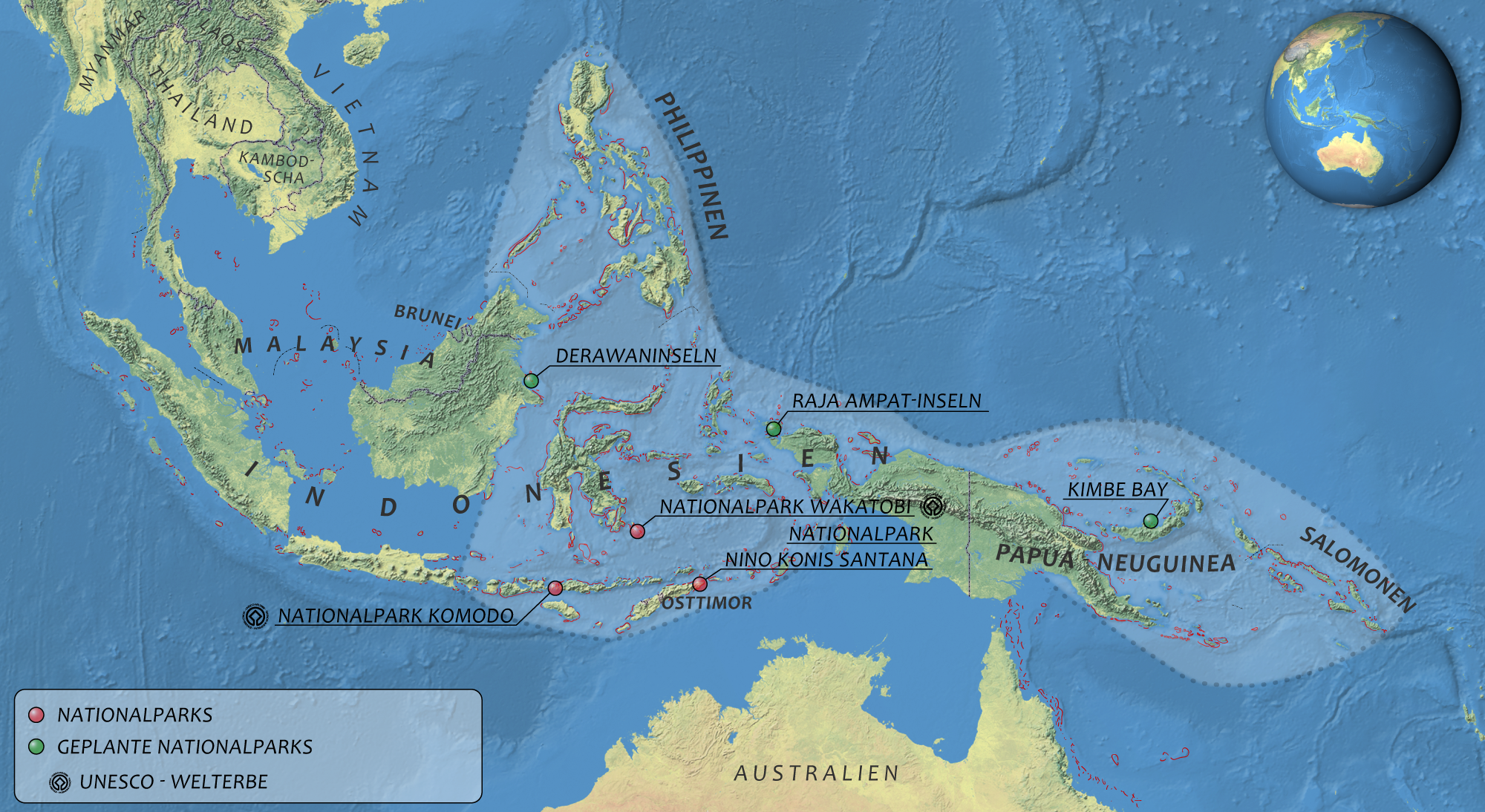
Koralltriangeln.

Koralltriangeln är ett triangulärt havsområde i tropiska västra Stilla havet, beläget mellan Indonesien, Malaysia, Papua Nya Guinea, Filippinerna, Salomonöarna och Östtimor, definierat som ett havsområde som har minst 500 arter av revbyggande koraller. Koralltriangeln omfattar totalt cirka sex miljoner kvadratkilometer, varav cirka 73 000 kvadratkilometer består av korallrev. Området har mycket hög marin biologisk mångfald och kallas ibland "havets Amazonas". Förutom en mycket hög biodiversitet av koraller finns inom området även en hög biodiversitet av andra marina djur.
Mer än 120 miljoner människor lever inom koralltriangeln. Av dessa är cirka 2,25 miljoner fiskare, som försörjer sig genom fiske.
Korallreven inom koralltriangeln hotas som många andra korallrev idag bland annat av överfiske, illegalt och destruktivt fiske, ohållbar turism, miljö- och habitatförstörelse, svagt skydd, klimatförändringar och havsförsurning. Världsnaturfonden (WWF) ser koralltriangeln som ett prioriterat område att skydda och bevara på grund av dess höga biologiska mångfald och betydelse för människan i form av ekosystemtjänster och försörjningsmöjligheter. Flera andra natur- och miljöorganisationer är också engagerade i området. De sex staterna inom koralltriangeln samarbetar inom Coral Triangle Initiative (CTI) kring behovet av förbättrad förvaltning av havs- och kustmiljöer, marina skyddsområden och fiske, för att balansera samhälleliga behov med långsiktig bevaring av områdets marina ekosystem.
En liten del av koralltriangelns marina miljöer är skyddade i nationalparker eller naturreservat. Nationalparker med marina miljöer som ingår i koralltriangeln inkluderar bland annat Komodo (Indonesien), Wakatobi (Indonesien), Nino Konis Santana (Östtimor) och världsarvsområdet Tubbataharevet (Filippinerna).

## Biologisk mångfald
Koralltriangeln hyser världens högsta biodiveritet av koraller. Omkring tre fjärdedelar (76%) av alla revbyggande koraller (stenkoraller) finns representerade inom området. Totalt förekommer omkring 600 (605) arter av revbyggande koraller inom koralltriangeln. En särskild biologisk hotspot för koraller är Raja Ampat vid Fågelhuvudhalvön som har 553 arter av revbyggande koraller. Sammantaget finns i vattnen omkring Fågelhuvudhalvön 574 revbyggande korallarter, vilket motsvarar 72% av alla världens revbyggande koraller och 95% av de revbyggande korallerna inom koralltriangeln. Koralltriangeln som region har 15 endemiska revbyggande koraller och därtill finns inom området 41 revbyggande koraller som är regionalt endemiska för Asien.
Inom koralltriangeln finns över 2 200 (2 228) arter av korallrevsfiskar. Det motsvarar väl över en tredjedel (37%) av alla arter av korallrevsfiskar och 56% av de arter av korallrevsfiskar som förekommer inom den Indo-pacifiska regionen. Av korallrevsfiskarna inom koralltriangeln är 8% (235 arter) endemiska eller har lokal begränsad utbredning. Fyra områden inom koralltriangeln, Små Sundaöarna, Papua Nya Guinea-Salomonöarna, Fågelhuvudhalvön och centrala Filippinerna, har särskilt hög nivå av endemism.
Sex av värdens sju arter av havssköldpaddor (i trivial mening inräknat havslädersköldpadda) förekommer inom koralltriangeln. Förutom havslädersköldpadda (Dermochelys coriacea, familjen Dermochelyidae) förekommer fem av de sex arterna i familjen Cheloniidae, havssköldpaddor, inom koralltriangeln, nämligen Caretta caretta, Chelonia mydas, Eretmochelys imbricata, Lepidochelys olivacea och Natator depressus.
Marina däggdjur som förekommer inom koralltriangeln är blåval, kaskelot, delfiner, tumlare och dugonger.

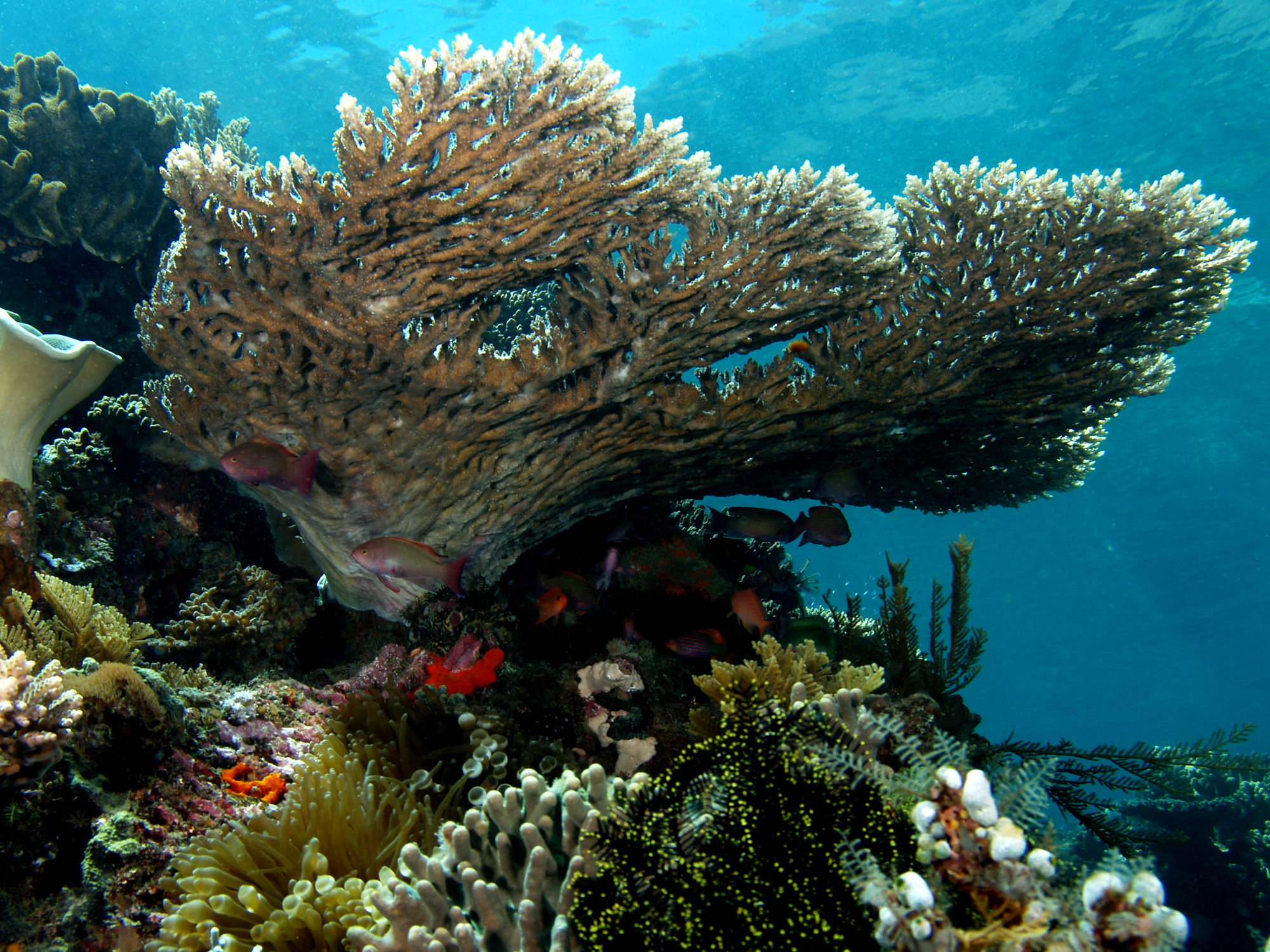
Stenkorallen Acropora latistella, en revbyggande korall.
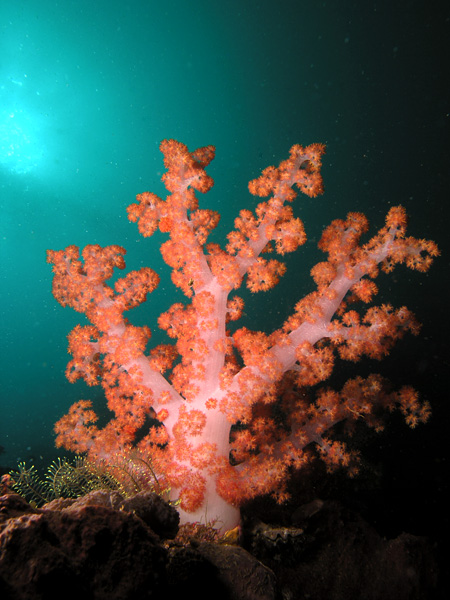
En rosa mjukkorall, Dendronephthya klunzingeri, ej revbyggande.
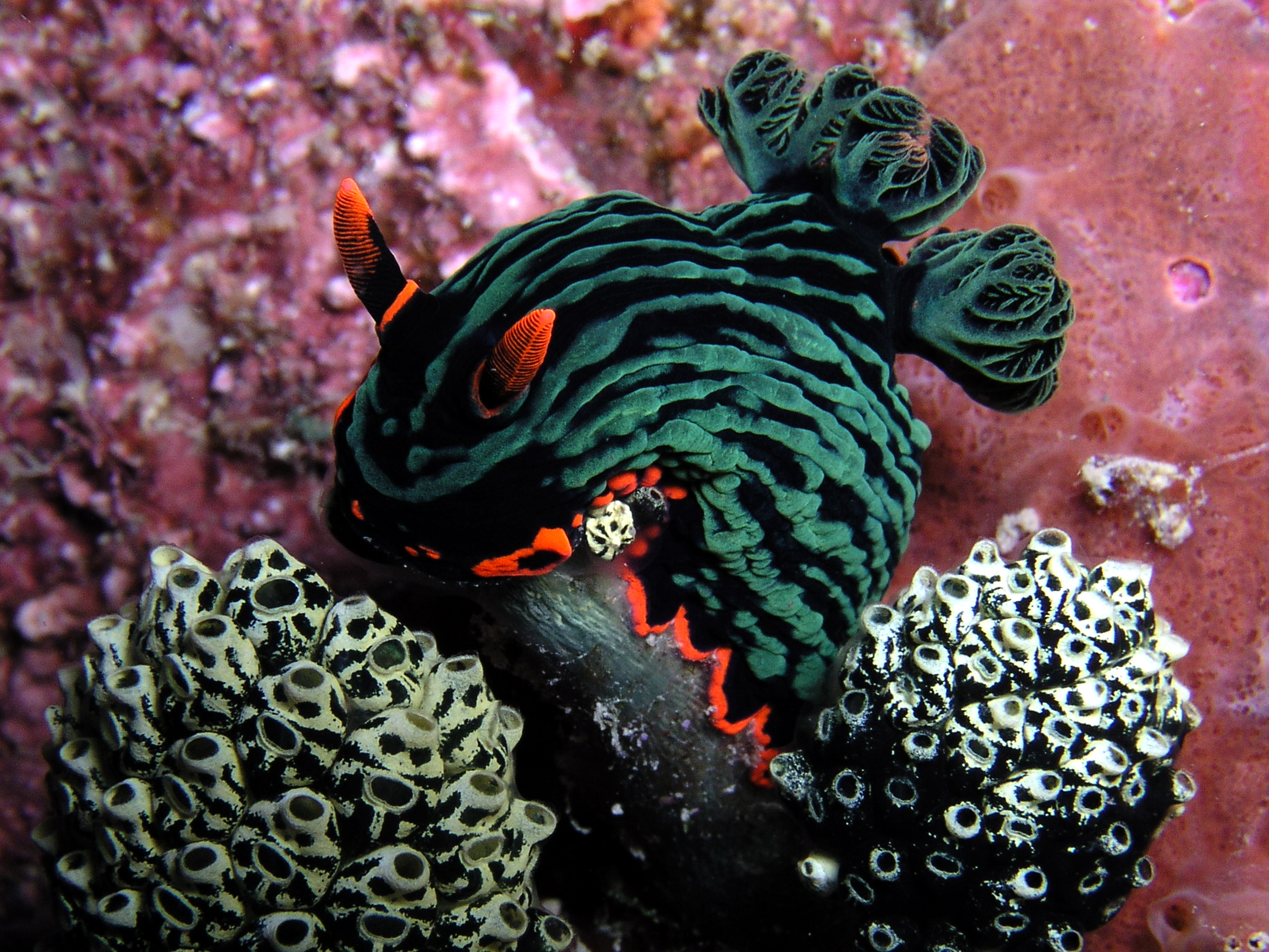
Nakensnäckan Nembrotha kubaryana.
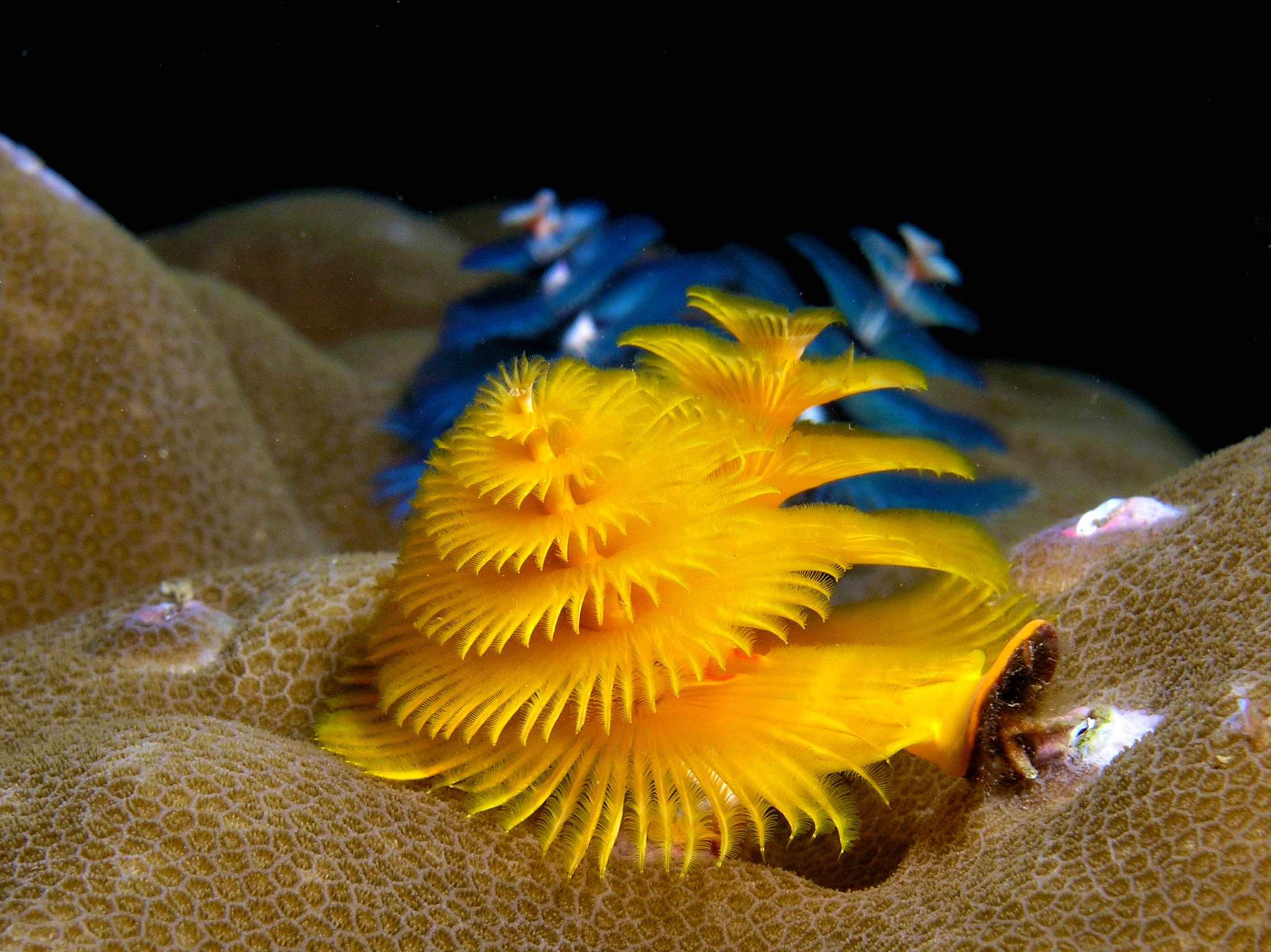
Havsborstmasken Spirobranchus giganteus.
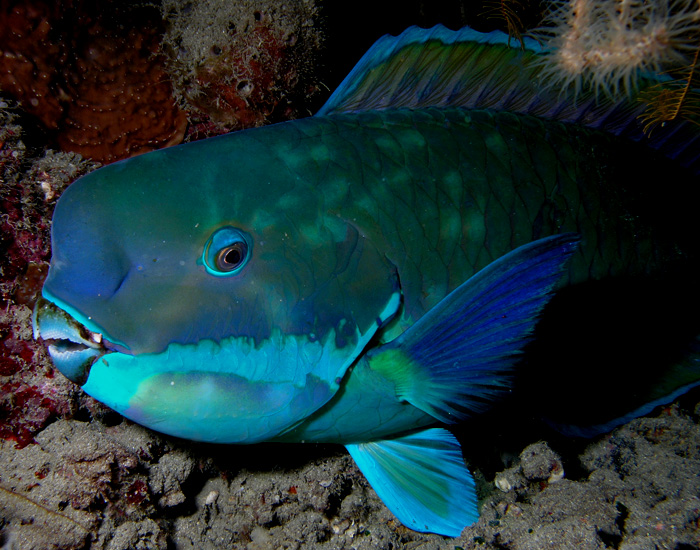
Papegojfisken Chlorurus microrhinos.
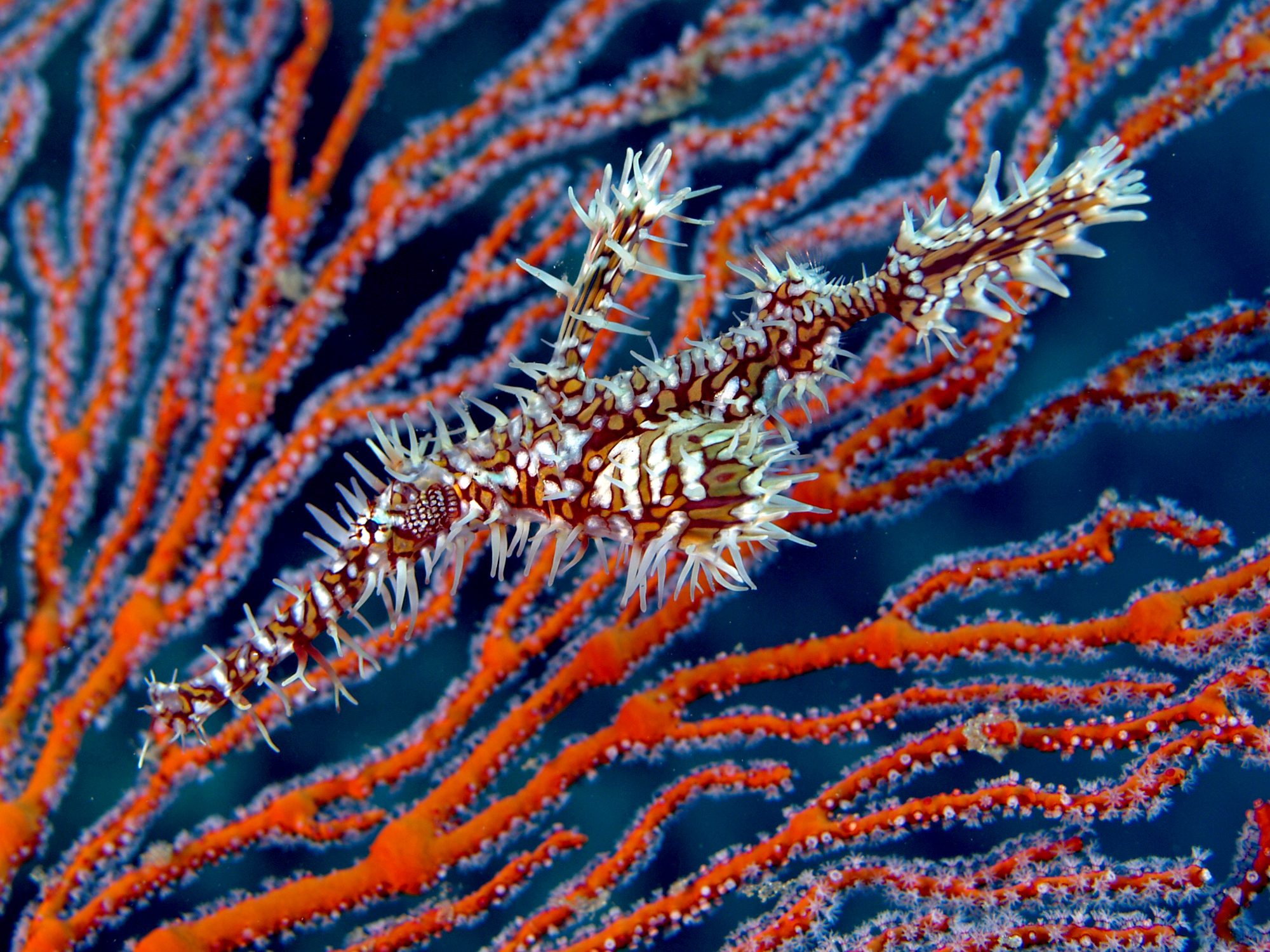
En rörnosad fisk, spökkantnål, Solenostomus paradoxus.
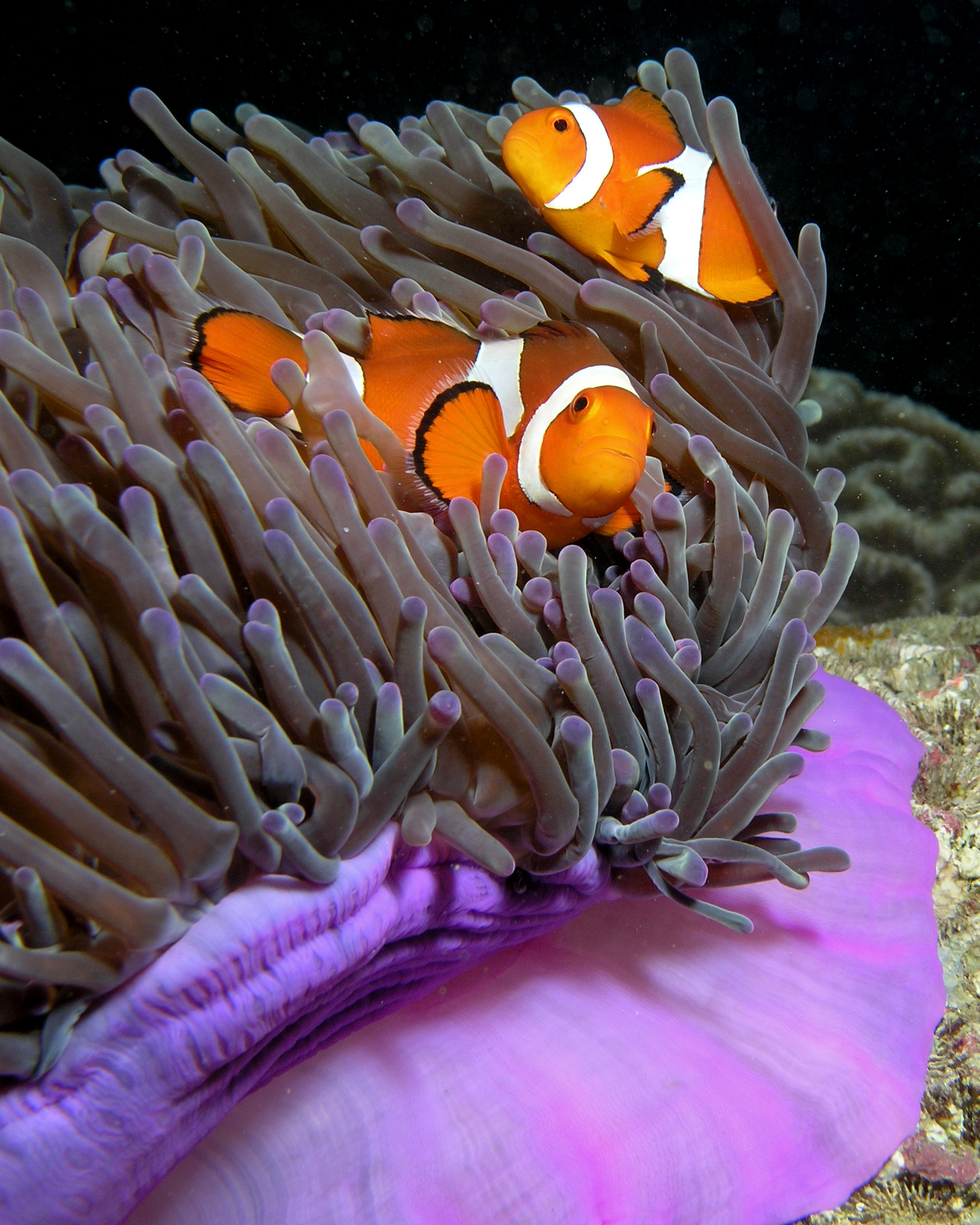
Clownfisken Amphiprion ocellaris i en havsanemon, Heteractis magnifica.
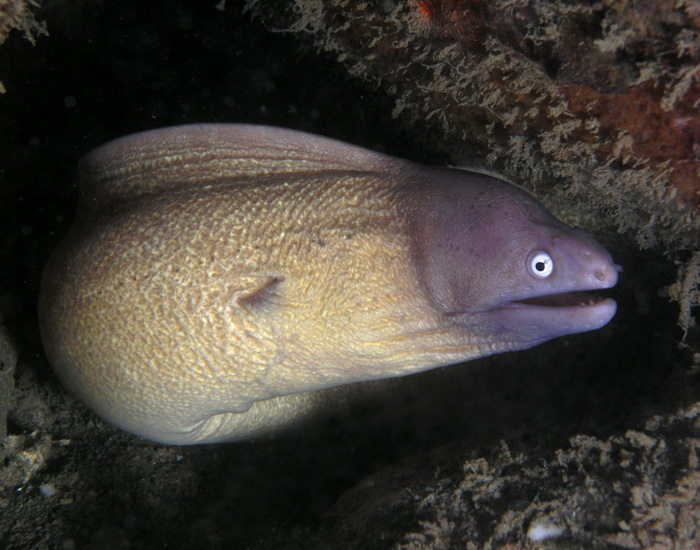
Muränan Gymnothorax thyrsoideus.